# Labarrère
Labarrère är en kommun i departementet Gers i regionen Occitanien i sydvästra Frankrike. Kommunen ligger i kantonen Montréal som tillhör arrondissementet Condom. År 2018 hade Labarrère 195 invånare.

## Befolkningsutveckling
Antalet invånare i kommunen Labarrère
Referens:INSEE